# Knoxville, Iowa
Knoxville là một thành phố thuộc quận Marion, tiểu bang Iowa, Hoa Kỳ. Năm 2010, dân số của thành phố này là 7313 người.

## Dân số
Dân số qua các năm:
- Năm 2000: 7731 người.
- Năm 2010: 7313 người.